# النزاع الإقليمي بين بليز وغواتيمالا

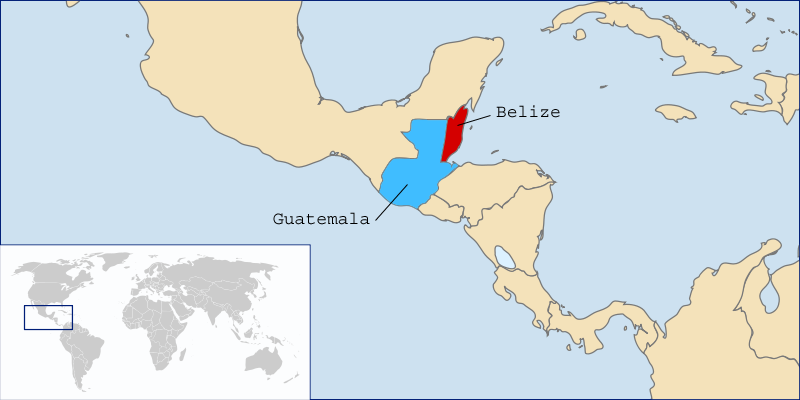
بليز وغواتيمالا

النزاع الإقليمي بين بليز وغواتيمالا هو نزاع إقليمي ثنائي القومية لم يُبتّ فيه بعد بين دولتي بليز وغواتيمالا الجارتين في أمريكا الوسطى. إذ تطالب غواتيمالا بأرض بليز كليًا أو جزئيًا منذ عام 1821.

## الحقبة الاستعمارية الأولى
يعود أصل النزاع الحالي إلى مطالبة إمبراطورية إسبانيا بأراضي العالم الجديد غرب الخط الذي رُسم في معاهدة تورديسيلاس عام 1494. لم تعترف إنجلترا -كما لم تعترف بقية القوى في نهاية القرن الخامس عشر- بالمعاهدة التي قسمت العالم بين إسبانيا والبرتغال. بعد أن افتعلت قبائل المايا مذابحًا بالغزاة والمبشرين الإسبان في تيبو والمناطق المحيطة، استوطن بحارة إنجليزيون غارقون تلاهم مستوطنو خليج الهندوراس الإنجليزيون والاسكتلنديون بحلول عام 1638، وبحلول عام 1779 جعلوا حضورهم في المنطقة دائمًا، عن طريق تحالف عسكري قصير المدى مع الشعوب الأصلية القاطنة في ساحل البعوضة جنوب بليز، والاحتفاء معظم الوقت بالقراصنة المفوّضين البريطانيين. 
في معاهدة غودولفين لعام 1670، أكدت إسبانيا على حكم إنجلترا لكافة الأراضي في نصف الكرة الغربي والذي كانت قد استوطنته بالفعل؛ على كلٍ، لم تُحدد المعاهدة أي الأراضي استُوطِنت، وبغض النظر عن الدليل التاريخي القائل إن إنجلترا احتلت بليز عندما وقعا معاهدة غودولفين، استخدمت إسبانيا هذا الإبهام لاحقًا للحفاظ على مطالبتها بكُليّة بليز. في هذه الأثناء، وبحلول القرن الثامن عشر، ازدادت عداوة مستوطني خليج الهندوراس وقبائل المايا تدريجيًا، وعادوا إلى عدائيتهم التقليدية تجاه المستوطنين الأجنبيين، رغم أنهم تابعوا بيع العبيد لمستوطني الخليج.
بدأ مستوطنو الخليج بانتخاب حكام بصورة مُبكرة عام 1738، بدون اعتراف أي من الحكومتين الإسبانية والبريطانية. بعد معاهدة باريس ومع الشروط التالية التي أُعيد تأكيدها في معاهدة فيرساي عام 1783، وافقت بريطانيا على ترك الحصون الإنجليزية التي كانت تحمي مستوطني الخليج في بليز ومنح إسبانيا السيادة على الأرض، بينما وافقت إسبانيا على السماح بمستوطني الخليج بمتابعة قطع الأشجار في بليز المعروفة حاليًا. على كلٍ، لم يوافق مستوطنو الخليج على أي من هذا، وبعد معاهدة فيرساي عام 1783، أرسل حاكم جامايكا الإنجليزية مفوضًا ليسيطر على المستوطنين، لكن المزارعين وقاطعي الأشجار أنكروا سلطته.
ثار مستوطنو الخليج عندما حاولت إسبانيا إخراجهم واستملاك أرضهم وثرواتهم. كانت معركة سانت جورج كاي عام 1798 آخر محاولة عسكرية إسبانية لإزاحة المستوطنين المتمردين، وانتهت بفشل إسبانيا في إعادة السيطرة على الأرض. لم يطلب مستوطنو الخليج ولم يحصلوا على أي معاهدة رسمية مع إسبانيا بعد هذه الواقعة، ولم تستطع المملكة المتحدة السيطرة على المستوطنين إلا جُزئيًا بحلول عام 1816؛ تابع المستوطنون البريطانيون إدارة حكومتهم المحلية دون إذن من أي قوة إمبراطورية، رغم أن الإمبراطورية البريطانية قبلت الوضع ضمنيًا. واستمر الوضع على هذا الحال حتى انضمامهم للإمبراطورية البريطانية عام 1862. تكمن أصول النزاع الإقليمي في معاهدات القرن الثامن عشر التي قبلت فيها بريطانيا العظمى مطالبة إسبانيا بالسيادة بينما تابع المستوطنون الإنجليزيون احتلال المنطقة المُستوطنة بصورة متناثرة وغير واضحة المعالم. لم يُعاد بحث اتفاقية لندن لعام 1786 التي أُكد على سيادة إسبانيا فيها أبدًا، لكن إسبانيا لم تحاول استرداد المنطقة بعد عام 1798 مطلقًا. فشلت معاهدات لاحقة بين بريطانيا وإسبانيا في ذكر الاستيطان البريطاني. وبحلول الوقت الذي فقدت فيه إسبانيا سيطرتها على المكسيك وأمريكا الوسطى عام 1821، بسطت بريطانيا في سيطرتها على المنطقة، وإن كان بصورة غير رسمية وغير ممنهجة. وبحلول ثلاثينيات القرن التاسع عشر، اعتبرت بريطانيا كامل الأرض الواقعة بين نهر هوندو ونهر سارستون أرضًا بريطانية.
ادّعت الجمهوريات المستقلة التي نتجت عن انفكاك الإمبراطورية الإسبانية في عشرينيات القرن التاسع عشر أن لديها حقوقًا سياديةً إسبانيةً موروثةً في المنطقة. لكن المملكة المتحدة لم تقبل اعتقادًا كهذا مطلقًا. وبناءً على هذا الاعتقاد في الميراث، ادّعت المكسيك وغواتيمالا أحقيّةً مزعومةً في بليز. طالبت المكسيك مرة بقسم الهندوراس البريطانية الواقع شمال نهر سيبون لكنها تخلت عن مطالبتها بمعاهدة مع بريطانيا عام 1839. منذ ذلك الوقت، صرحت المكسيك أنها ستعيد إحياء مطلبها فقط في حال نجاح غواتيمالا بكسب كل البلاد أو جزءٍ منها. ومع ذلك، كانت المكسيك أول دولةٍ تعترف ببليز بصفتها دولةً مستقلة.

## الحقبة الاستعمارية الأخيرة
أعلنت غواتيمالا إستقرارها عن إسبانيا عام 1821، ولم تقبل بريطانيا العظمى اعتبار مستوطني الخليج في بليز الحاليّة مستعمرةً ملكيةً حتى عام 1862، 64 عامًا بعد آخر اقتتال بين مستوطني الخليج وإسبانيا. وأصبحت هذه المستعمرة الملكية معروفًة باسم «الهندوراس البريطانية».
وافقت غواتيمالا على الاعتراف بالهندوراس البريطانية في ظل شروط معاهدة ويكي – آيسينينا لعام 1859، ووعدت بريطانيا العظمى بفتح طريق من غواتيمالا إلى قرية مستوطني الخليج القريبة بونتا جوردا. أبرم هذه المعاهدة اللواء رافائيل كاريرا («القائد الخالد والأعلى» لغواتيمالا)، وفيكتوريا ملكة بريطانيا العظمى دون أدنى اعتبار لشعوب المايا القاطنة هناك. عام 1940، ادعت غواتيمالا أن معاهدة 1859 باطلة لأن البريطانيين فشلوا في تطبيق أحكام المساعدة الاقتصادية الواردة في البند السابع من المعاهدة. وادعت بليز عند استقلالها أنها غير ملزمة بهذه المعاهدة كونها لم توقع عليها. جادلت بليز أيضًا أن أحكام ومبادئ القانون الدولي لمحكمة العدل الدولية، مثل حق الملكية وحق الأمم في تقرير مصيرها، تُطالب غواتيمالا باحترام الحدود الواردة في معاهدة عام 1859 حتى لو لم تبنِ بريطانيا العظمى الطريق الذي وعدت به أبدًا.
كانت معاهدة عام 1859 بين المملكة المتحدة وغواتيمالا مركزًا لأقدم مطالب غواتيمالا. من وجهة النظر البريطانية، هذه المعاهدة مجرد تسوية حدود لمنطقة واقعة تحت الحكم البريطاني بالفعل. وترى حكومة بليز المستقلة الحالية أن المعاهدات التي وقعتها المملكة المتحدة لا تُلزمها، وأن ما أقرته محمكة العدل الدولية ينص على أن معاهدة عام 1859 تُلزم غواتيمالا، إلا في حال استطاعت غواتيمالا الإثبات بصورة حازمة أن المعاهدة فُرضت عليها من قبل المملكة المتحدة، وأن القانون الدولي ينص على أن أي خرق لمعاهدة عام 1859 تقوم به المملكة المتحدة لا يُبرر خروقات غواتيمالا، والمملكة المتحدة لم تقم بأي «خروقات مادية»، وأن غواتيمالا لم ترث أي حق إسباني مطلقًا لأن غواتيمالا لم تحتل ذلك الجزء من مستعمرات العالم الجديد الإسبانية، وأن للشعب حق تقرير مصيره.
ومقابل موقفي المملكة المتحدة وبليز، ترى غواتيمالا هذه الاتفاقية معاهدة تنازل تتمحور حول ما إذا كانت غواتيمالا ستتخلى عن مطالبها الإقليمية في ظل شروط محددة حصرًا، متضمنة بناء طريقٍ من غواتيمالا إلى ساحل البحر الكاريبي. لم تبن المملكة المتحدة الطريق، وقالت غواتيمالا إن ذلك يُبطل المعاهدة عام 1884 لكنها لم تتابع في هذا التهديد.